# Zajki
Zajki [ˈzai̯ki] est un village polonais de la gmina de Trzcianne dans le powiat de Mońki et dans la voïvodie de Podlachie. Il se situe à environ 14 kilomètres au sud de Trzcianne, à 24 kilomètres au sud-ouest de Mońki et à 39 kilomètres au nord-ouest de Bialystok.